# Unicodeblock Kleine Kitan-Schrift
Der Unicodeblock Kleine Kitan-Schrift (U+18B00 bis U+18CFF) enthält Formatierungszeichen für die Kleine Kitan-Schrift, die von den Kitan verwendet wurde.

## Liste
| Unicodenummer    | Zeichen (400 %) | Offizielle Bezeichnung              | Beschreibung               |
| ---------------- | --------------- | ----------------------------------- | -------------------------- |
| U+18B00 (101120) | 𘬀              | KHITAN SMALL SCRIPT CHARACTER-18B00 | Kleine Kitan-Schrift 18B00 |
| U+18B01 (101121) | 𘬁              | KHITAN SMALL SCRIPT CHARACTER-18B01 | Kleine Kitan-Schrift 18B01 |
| U+18B02 (101122) | 𘬂              | KHITAN SMALL SCRIPT CHARACTER-18B02 | Kleine Kitan-Schrift 18B02 |
| U+18B03 (101123) | 𘬃              | KHITAN SMALL SCRIPT CHARACTER-18B03 | Kleine Kitan-Schrift 18B03 |
| U+18B04 (101124) | 𘬄              | KHITAN SMALL SCRIPT CHARACTER-18B04 | Kleine Kitan-Schrift 18B04 |
| U+18B05 (101125) | 𘬅              | KHITAN SMALL SCRIPT CHARACTER-18B05 | Kleine Kitan-Schrift 18B05 |
| U+18B06 (101126) | 𘬆              | KHITAN SMALL SCRIPT CHARACTER-18B06 | Kleine Kitan-Schrift 18B06 |
| U+18B07 (101127) | 𘬇              | KHITAN SMALL SCRIPT CHARACTER-18B07 | Kleine Kitan-Schrift 18B07 |
| U+18B08 (101128) | 𘬈              | KHITAN SMALL SCRIPT CHARACTER-18B08 | Kleine Kitan-Schrift 18B08 |
| U+18B09 (101129) | 𘬉              | KHITAN SMALL SCRIPT CHARACTER-18B09 | Kleine Kitan-Schrift 18B09 |
| U+18B0A (101130) | 𘬊              | KHITAN SMALL SCRIPT CHARACTER-18B0A | Kleine Kitan-Schrift 18B0A |
| U+18B0B (101131) | 𘬋              | KHITAN SMALL SCRIPT CHARACTER-18B0B | Kleine Kitan-Schrift 18B0B |
| U+18B0C (101132) | 𘬌              | KHITAN SMALL SCRIPT CHARACTER-18B0C | Kleine Kitan-Schrift 18B0C |
| U+18B0D (101133) | 𘬍              | KHITAN SMALL SCRIPT CHARACTER-18B0D | Kleine Kitan-Schrift 18B0D |
| U+18B0E (101134) | 𘬎              | KHITAN SMALL SCRIPT CHARACTER-18B0E | Kleine Kitan-Schrift 18B0E |
| U+18B0F (101135) | 𘬏              | KHITAN SMALL SCRIPT CHARACTER-18B0F | Kleine Kitan-Schrift 18B0F |
| U+18B10 (101136) | 𘬐              | KHITAN SMALL SCRIPT CHARACTER-18B10 | Kleine Kitan-Schrift 18B10 |
| U+18B11 (101137) | 𘬑              | KHITAN SMALL SCRIPT CHARACTER-18B11 | Kleine Kitan-Schrift 18B11 |
| U+18B12 (101138) | 𘬒              | KHITAN SMALL SCRIPT CHARACTER-18B12 | Kleine Kitan-Schrift 18B12 |
| U+18B13 (101139) | 𘬓              | KHITAN SMALL SCRIPT CHARACTER-18B13 | Kleine Kitan-Schrift 18B13 |
| U+18B14 (101140) | 𘬔              | KHITAN SMALL SCRIPT CHARACTER-18B14 | Kleine Kitan-Schrift 18B14 |
| U+18B15 (101141) | 𘬕              | KHITAN SMALL SCRIPT CHARACTER-18B15 | Kleine Kitan-Schrift 18B15 |
| U+18B16 (101142) | 𘬖              | KHITAN SMALL SCRIPT CHARACTER-18B16 | Kleine Kitan-Schrift 18B16 |
| U+18B17 (101143) | 𘬗              | KHITAN SMALL SCRIPT CHARACTER-18B17 | Kleine Kitan-Schrift 18B17 |
| U+18B18 (101144) | 𘬘              | KHITAN SMALL SCRIPT CHARACTER-18B18 | Kleine Kitan-Schrift 18B18 |
| U+18B19 (101145) | 𘬙              | KHITAN SMALL SCRIPT CHARACTER-18B19 | Kleine Kitan-Schrift 18B19 |
| U+18B1A (101146) | 𘬚              | KHITAN SMALL SCRIPT CHARACTER-18B1A | Kleine Kitan-Schrift 18B1A |
| U+18B1B (101147) | 𘬛              | KHITAN SMALL SCRIPT CHARACTER-18B1B | Kleine Kitan-Schrift 18B1B |
| U+18B1C (101148) | 𘬜              | KHITAN SMALL SCRIPT CHARACTER-18B1C | Kleine Kitan-Schrift 18B1C |
| U+18B1D (101149) | 𘬝              | KHITAN SMALL SCRIPT CHARACTER-18B1D | Kleine Kitan-Schrift 18B1D |
| U+18B1E (101150) | 𘬞              | KHITAN SMALL SCRIPT CHARACTER-18B1E | Kleine Kitan-Schrift 18B1E |
| U+18B1F (101151) | 𘬟              | KHITAN SMALL SCRIPT CHARACTER-18B1F | Kleine Kitan-Schrift 18B1F |
| U+18B20 (101152) | 𘬠              | KHITAN SMALL SCRIPT CHARACTER-18B20 | Kleine Kitan-Schrift 18B20 |
| U+18B21 (101153) | 𘬡              | KHITAN SMALL SCRIPT CHARACTER-18B21 | Kleine Kitan-Schrift 18B21 |
| U+18B22 (101154) | 𘬢              | KHITAN SMALL SCRIPT CHARACTER-18B22 | Kleine Kitan-Schrift 18B22 |
| U+18B23 (101155) | 𘬣              | KHITAN SMALL SCRIPT CHARACTER-18B23 | Kleine Kitan-Schrift 18B23 |
| U+18B24 (101156) | 𘬤              | KHITAN SMALL SCRIPT CHARACTER-18B24 | Kleine Kitan-Schrift 18B24 |
| U+18B25 (101157) | 𘬥              | KHITAN SMALL SCRIPT CHARACTER-18B25 | Kleine Kitan-Schrift 18B25 |
| U+18B26 (101158) | 𘬦              | KHITAN SMALL SCRIPT CHARACTER-18B26 | Kleine Kitan-Schrift 18B26 |
| U+18B27 (101159) | 𘬧              | KHITAN SMALL SCRIPT CHARACTER-18B27 | Kleine Kitan-Schrift 18B27 |
| U+18B28 (101160) | 𘬨              | KHITAN SMALL SCRIPT CHARACTER-18B28 | Kleine Kitan-Schrift 18B28 |
| U+18B29 (101161) | 𘬩              | KHITAN SMALL SCRIPT CHARACTER-18B29 | Kleine Kitan-Schrift 18B29 |
| U+18B2A (101162) | 𘬪              | KHITAN SMALL SCRIPT CHARACTER-18B2A | Kleine Kitan-Schrift 18B2A |
| U+18B2B (101163) | 𘬫              | KHITAN SMALL SCRIPT CHARACTER-18B2B | Kleine Kitan-Schrift 18B2B |
| U+18B2C (101164) | 𘬬              | KHITAN SMALL SCRIPT CHARACTER-18B2C | Kleine Kitan-Schrift 18B2C |
| U+18B2D (101165) | 𘬭              | KHITAN SMALL SCRIPT CHARACTER-18B2D | Kleine Kitan-Schrift 18B2D |
| U+18B2E (101166) | 𘬮              | KHITAN SMALL SCRIPT CHARACTER-18B2E | Kleine Kitan-Schrift 18B2E |
| U+18B2F (101167) | 𘬯              | KHITAN SMALL SCRIPT CHARACTER-18B2F | Kleine Kitan-Schrift 18B2F |
| U+18B30 (101168) | 𘬰              | KHITAN SMALL SCRIPT CHARACTER-18B30 | Kleine Kitan-Schrift 18B30 |
| U+18B31 (101169) | 𘬱              | KHITAN SMALL SCRIPT CHARACTER-18B31 | Kleine Kitan-Schrift 18B31 |
| U+18B32 (101170) | 𘬲              | KHITAN SMALL SCRIPT CHARACTER-18B32 | Kleine Kitan-Schrift 18B32 |
| U+18B33 (101171) | 𘬳              | KHITAN SMALL SCRIPT CHARACTER-18B33 | Kleine Kitan-Schrift 18B33 |
| U+18B34 (101172) | 𘬴              | KHITAN SMALL SCRIPT CHARACTER-18B34 | Kleine Kitan-Schrift 18B34 |
| U+18B35 (101173) | 𘬵              | KHITAN SMALL SCRIPT CHARACTER-18B35 | Kleine Kitan-Schrift 18B35 |
| U+18B36 (101174) | 𘬶              | KHITAN SMALL SCRIPT CHARACTER-18B36 | Kleine Kitan-Schrift 18B36 |
| U+18B37 (101175) | 𘬷              | KHITAN SMALL SCRIPT CHARACTER-18B37 | Kleine Kitan-Schrift 18B37 |
| U+18B38 (101176) | 𘬸              | KHITAN SMALL SCRIPT CHARACTER-18B38 | Kleine Kitan-Schrift 18B38 |
| U+18B39 (101177) | 𘬹              | KHITAN SMALL SCRIPT CHARACTER-18B39 | Kleine Kitan-Schrift 18B39 |
| U+18B3A (101178) | 𘬺              | KHITAN SMALL SCRIPT CHARACTER-18B3A | Kleine Kitan-Schrift 18B3A |
| U+18B3B (101179) | 𘬻              | KHITAN SMALL SCRIPT CHARACTER-18B3B | Kleine Kitan-Schrift 18B3B |
| U+18B3C (101180) | 𘬼              | KHITAN SMALL SCRIPT CHARACTER-18B3C | Kleine Kitan-Schrift 18B3C |
| U+18B3D (101181) | 𘬽              | KHITAN SMALL SCRIPT CHARACTER-18B3D | Kleine Kitan-Schrift 18B3D |
| U+18B3E (101182) | 𘬾              | KHITAN SMALL SCRIPT CHARACTER-18B3E | Kleine Kitan-Schrift 18B3E |
| U+18B3F (101183) | 𘬿              | KHITAN SMALL SCRIPT CHARACTER-18B3F | Kleine Kitan-Schrift 18B3F |
| U+18B40 (101184) | 𘭀              | KHITAN SMALL SCRIPT CHARACTER-18B40 | Kleine Kitan-Schrift 18B40 |
| U+18B41 (101185) | 𘭁              | KHITAN SMALL SCRIPT CHARACTER-18B41 | Kleine Kitan-Schrift 18B41 |
| U+18B42 (101186) | 𘭂              | KHITAN SMALL SCRIPT CHARACTER-18B42 | Kleine Kitan-Schrift 18B42 |
| U+18B43 (101187) | 𘭃              | KHITAN SMALL SCRIPT CHARACTER-18B43 | Kleine Kitan-Schrift 18B43 |
| U+18B44 (101188) | 𘭄              | KHITAN SMALL SCRIPT CHARACTER-18B44 | Kleine Kitan-Schrift 18B44 |
| U+18B45 (101189) | 𘭅              | KHITAN SMALL SCRIPT CHARACTER-18B45 | Kleine Kitan-Schrift 18B45 |
| U+18B46 (101190) | 𘭆              | KHITAN SMALL SCRIPT CHARACTER-18B46 | Kleine Kitan-Schrift 18B46 |
| U+18B47 (101191) | 𘭇              | KHITAN SMALL SCRIPT CHARACTER-18B47 | Kleine Kitan-Schrift 18B47 |
| U+18B48 (101192) | 𘭈              | KHITAN SMALL SCRIPT CHARACTER-18B48 | Kleine Kitan-Schrift 18B48 |
| U+18B49 (101193) | 𘭉              | KHITAN SMALL SCRIPT CHARACTER-18B49 | Kleine Kitan-Schrift 18B49 |
| U+18B4A (101194) | 𘭊              | KHITAN SMALL SCRIPT CHARACTER-18B4A | Kleine Kitan-Schrift 18B4A |
| U+18B4B (101195) | 𘭋              | KHITAN SMALL SCRIPT CHARACTER-18B4B | Kleine Kitan-Schrift 18B4B |
| U+18B4C (101196) | 𘭌              | KHITAN SMALL SCRIPT CHARACTER-18B4C | Kleine Kitan-Schrift 18B4C |
| U+18B4D (101197) | 𘭍              | KHITAN SMALL SCRIPT CHARACTER-18B4D | Kleine Kitan-Schrift 18B4D |
| U+18B4E (101198) | 𘭎              | KHITAN SMALL SCRIPT CHARACTER-18B4E | Kleine Kitan-Schrift 18B4E |
| U+18B4F (101199) | 𘭏              | KHITAN SMALL SCRIPT CHARACTER-18B4F | Kleine Kitan-Schrift 18B4F |
| U+18B50 (101200) | 𘭐              | KHITAN SMALL SCRIPT CHARACTER-18B50 | Kleine Kitan-Schrift 18B50 |
| U+18B51 (101201) | 𘭑              | KHITAN SMALL SCRIPT CHARACTER-18B51 | Kleine Kitan-Schrift 18B51 |
| U+18B52 (101202) | 𘭒              | KHITAN SMALL SCRIPT CHARACTER-18B52 | Kleine Kitan-Schrift 18B52 |
| U+18B53 (101203) | 𘭓              | KHITAN SMALL SCRIPT CHARACTER-18B53 | Kleine Kitan-Schrift 18B53 |
| U+18B54 (101204) | 𘭔              | KHITAN SMALL SCRIPT CHARACTER-18B54 | Kleine Kitan-Schrift 18B54 |
| U+18B55 (101205) | 𘭕              | KHITAN SMALL SCRIPT CHARACTER-18B55 | Kleine Kitan-Schrift 18B55 |
| U+18B56 (101206) | 𘭖              | KHITAN SMALL SCRIPT CHARACTER-18B56 | Kleine Kitan-Schrift 18B56 |
| U+18B57 (101207) | 𘭗              | KHITAN SMALL SCRIPT CHARACTER-18B57 | Kleine Kitan-Schrift 18B57 |
| U+18B58 (101208) | 𘭘              | KHITAN SMALL SCRIPT CHARACTER-18B58 | Kleine Kitan-Schrift 18B58 |
| U+18B59 (101209) | 𘭙              | KHITAN SMALL SCRIPT CHARACTER-18B59 | Kleine Kitan-Schrift 18B59 |
| U+18B5A (101210) | 𘭚              | KHITAN SMALL SCRIPT CHARACTER-18B5A | Kleine Kitan-Schrift 18B5A |
| U+18B5B (101211) | 𘭛              | KHITAN SMALL SCRIPT CHARACTER-18B5B | Kleine Kitan-Schrift 18B5B |
| U+18B5C (101212) | 𘭜              | KHITAN SMALL SCRIPT CHARACTER-18B5C | Kleine Kitan-Schrift 18B5C |
| U+18B5D (101213) | 𘭝              | KHITAN SMALL SCRIPT CHARACTER-18B5D | Kleine Kitan-Schrift 18B5D |
| U+18B5E (101214) | 𘭞              | KHITAN SMALL SCRIPT CHARACTER-18B5E | Kleine Kitan-Schrift 18B5E |
| U+18B5F (101215) | 𘭟              | KHITAN SMALL SCRIPT CHARACTER-18B5F | Kleine Kitan-Schrift 18B5F |
| U+18B60 (101216) | 𘭠              | KHITAN SMALL SCRIPT CHARACTER-18B60 | Kleine Kitan-Schrift 18B60 |
| U+18B61 (101217) | 𘭡              | KHITAN SMALL SCRIPT CHARACTER-18B61 | Kleine Kitan-Schrift 18B61 |
| U+18B62 (101218) | 𘭢              | KHITAN SMALL SCRIPT CHARACTER-18B62 | Kleine Kitan-Schrift 18B62 |
| U+18B63 (101219) | 𘭣              | KHITAN SMALL SCRIPT CHARACTER-18B63 | Kleine Kitan-Schrift 18B63 |
| U+18B64 (101220) | 𘭤              | KHITAN SMALL SCRIPT CHARACTER-18B64 | Kleine Kitan-Schrift 18B64 |
| U+18B65 (101221) | 𘭥              | KHITAN SMALL SCRIPT CHARACTER-18B65 | Kleine Kitan-Schrift 18B65 |
| U+18B66 (101222) | 𘭦              | KHITAN SMALL SCRIPT CHARACTER-18B66 | Kleine Kitan-Schrift 18B66 |
| U+18B67 (101223) | 𘭧              | KHITAN SMALL SCRIPT CHARACTER-18B67 | Kleine Kitan-Schrift 18B67 |
| U+18B68 (101224) | 𘭨              | KHITAN SMALL SCRIPT CHARACTER-18B68 | Kleine Kitan-Schrift 18B68 |
| U+18B69 (101225) | 𘭩              | KHITAN SMALL SCRIPT CHARACTER-18B69 | Kleine Kitan-Schrift 18B69 |
| U+18B6A (101226) | 𘭪              | KHITAN SMALL SCRIPT CHARACTER-18B6A | Kleine Kitan-Schrift 18B6A |
| U+18B6B (101227) | 𘭫              | KHITAN SMALL SCRIPT CHARACTER-18B6B | Kleine Kitan-Schrift 18B6B |
| U+18B6C (101228) | 𘭬              | KHITAN SMALL SCRIPT CHARACTER-18B6C | Kleine Kitan-Schrift 18B6C |
| U+18B6D (101229) | 𘭭              | KHITAN SMALL SCRIPT CHARACTER-18B6D | Kleine Kitan-Schrift 18B6D |
| U+18B6E (101230) | 𘭮              | KHITAN SMALL SCRIPT CHARACTER-18B6E | Kleine Kitan-Schrift 18B6E |
| U+18B6F (101231) | 𘭯              | KHITAN SMALL SCRIPT CHARACTER-18B6F | Kleine Kitan-Schrift 18B6F |
| U+18B70 (101232) | 𘭰              | KHITAN SMALL SCRIPT CHARACTER-18B70 | Kleine Kitan-Schrift 18B70 |
| U+18B71 (101233) | 𘭱              | KHITAN SMALL SCRIPT CHARACTER-18B71 | Kleine Kitan-Schrift 18B71 |
| U+18B72 (101234) | 𘭲              | KHITAN SMALL SCRIPT CHARACTER-18B72 | Kleine Kitan-Schrift 18B72 |
| U+18B73 (101235) | 𘭳              | KHITAN SMALL SCRIPT CHARACTER-18B73 | Kleine Kitan-Schrift 18B73 |
| U+18B74 (101236) | 𘭴              | KHITAN SMALL SCRIPT CHARACTER-18B74 | Kleine Kitan-Schrift 18B74 |
| U+18B75 (101237) | 𘭵              | KHITAN SMALL SCRIPT CHARACTER-18B75 | Kleine Kitan-Schrift 18B75 |
| U+18B76 (101238) | 𘭶              | KHITAN SMALL SCRIPT CHARACTER-18B76 | Kleine Kitan-Schrift 18B76 |
| U+18B77 (101239) | 𘭷              | KHITAN SMALL SCRIPT CHARACTER-18B77 | Kleine Kitan-Schrift 18B77 |
| U+18B78 (101240) | 𘭸              | KHITAN SMALL SCRIPT CHARACTER-18B78 | Kleine Kitan-Schrift 18B78 |
| U+18B79 (101241) | 𘭹              | KHITAN SMALL SCRIPT CHARACTER-18B79 | Kleine Kitan-Schrift 18B79 |
| U+18B7A (101242) | 𘭺              | KHITAN SMALL SCRIPT CHARACTER-18B7A | Kleine Kitan-Schrift 18B7A |
| U+18B7B (101243) | 𘭻              | KHITAN SMALL SCRIPT CHARACTER-18B7B | Kleine Kitan-Schrift 18B7B |
| U+18B7C (101244) | 𘭼              | KHITAN SMALL SCRIPT CHARACTER-18B7C | Kleine Kitan-Schrift 18B7C |
| U+18B7D (101245) | 𘭽              | KHITAN SMALL SCRIPT CHARACTER-18B7D | Kleine Kitan-Schrift 18B7D |
| U+18B7E (101246) | 𘭾              | KHITAN SMALL SCRIPT CHARACTER-18B7E | Kleine Kitan-Schrift 18B7E |
| U+18B7F (101247) | 𘭿              | KHITAN SMALL SCRIPT CHARACTER-18B7F | Kleine Kitan-Schrift 18B7F |
| U+18B80 (101248) | 𘮀              | KHITAN SMALL SCRIPT CHARACTER-18B80 | Kleine Kitan-Schrift 18B80 |
| U+18B81 (101249) | 𘮁              | KHITAN SMALL SCRIPT CHARACTER-18B81 | Kleine Kitan-Schrift 18B81 |
| U+18B82 (101250) | 𘮂              | KHITAN SMALL SCRIPT CHARACTER-18B82 | Kleine Kitan-Schrift 18B82 |
| U+18B83 (101251) | 𘮃              | KHITAN SMALL SCRIPT CHARACTER-18B83 | Kleine Kitan-Schrift 18B83 |
| U+18B84 (101252) | 𘮄              | KHITAN SMALL SCRIPT CHARACTER-18B84 | Kleine Kitan-Schrift 18B84 |
| U+18B85 (101253) | 𘮅              | KHITAN SMALL SCRIPT CHARACTER-18B85 | Kleine Kitan-Schrift 18B85 |
| U+18B86 (101254) | 𘮆              | KHITAN SMALL SCRIPT CHARACTER-18B86 | Kleine Kitan-Schrift 18B86 |
| U+18B87 (101255) | 𘮇              | KHITAN SMALL SCRIPT CHARACTER-18B87 | Kleine Kitan-Schrift 18B87 |
| U+18B88 (101256) | 𘮈              | KHITAN SMALL SCRIPT CHARACTER-18B88 | Kleine Kitan-Schrift 18B88 |
| U+18B89 (101257) | 𘮉              | KHITAN SMALL SCRIPT CHARACTER-18B89 | Kleine Kitan-Schrift 18B89 |
| U+18B8A (101258) | 𘮊              | KHITAN SMALL SCRIPT CHARACTER-18B8A | Kleine Kitan-Schrift 18B8A |
| U+18B8B (101259) | 𘮋              | KHITAN SMALL SCRIPT CHARACTER-18B8B | Kleine Kitan-Schrift 18B8B |
| U+18B8C (101260) | 𘮌              | KHITAN SMALL SCRIPT CHARACTER-18B8C | Kleine Kitan-Schrift 18B8C |
| U+18B8D (101261) | 𘮍              | KHITAN SMALL SCRIPT CHARACTER-18B8D | Kleine Kitan-Schrift 18B8D |
| U+18B8E (101262) | 𘮎              | KHITAN SMALL SCRIPT CHARACTER-18B8E | Kleine Kitan-Schrift 18B8E |
| U+18B8F (101263) | 𘮏              | KHITAN SMALL SCRIPT CHARACTER-18B8F | Kleine Kitan-Schrift 18B8F |
| U+18B90 (101264) | 𘮐              | KHITAN SMALL SCRIPT CHARACTER-18B90 | Kleine Kitan-Schrift 18B90 |
| U+18B91 (101265) | 𘮑              | KHITAN SMALL SCRIPT CHARACTER-18B91 | Kleine Kitan-Schrift 18B91 |
| U+18B92 (101266) | 𘮒              | KHITAN SMALL SCRIPT CHARACTER-18B92 | Kleine Kitan-Schrift 18B92 |
| U+18B93 (101267) | 𘮓              | KHITAN SMALL SCRIPT CHARACTER-18B93 | Kleine Kitan-Schrift 18B93 |
| U+18B94 (101268) | 𘮔              | KHITAN SMALL SCRIPT CHARACTER-18B94 | Kleine Kitan-Schrift 18B94 |
| U+18B95 (101269) | 𘮕              | KHITAN SMALL SCRIPT CHARACTER-18B95 | Kleine Kitan-Schrift 18B95 |
| U+18B96 (101270) | 𘮖              | KHITAN SMALL SCRIPT CHARACTER-18B96 | Kleine Kitan-Schrift 18B96 |
| U+18B97 (101271) | 𘮗              | KHITAN SMALL SCRIPT CHARACTER-18B97 | Kleine Kitan-Schrift 18B97 |
| U+18B98 (101272) | 𘮘              | KHITAN SMALL SCRIPT CHARACTER-18B98 | Kleine Kitan-Schrift 18B98 |
| U+18B99 (101273) | 𘮙              | KHITAN SMALL SCRIPT CHARACTER-18B99 | Kleine Kitan-Schrift 18B99 |
| U+18B9A (101274) | 𘮚              | KHITAN SMALL SCRIPT CHARACTER-18B9A | Kleine Kitan-Schrift 18B9A |
| U+18B9B (101275) | 𘮛              | KHITAN SMALL SCRIPT CHARACTER-18B9B | Kleine Kitan-Schrift 18B9B |
| U+18B9C (101276) | 𘮜              | KHITAN SMALL SCRIPT CHARACTER-18B9C | Kleine Kitan-Schrift 18B9C |
| U+18B9D (101277) | 𘮝              | KHITAN SMALL SCRIPT CHARACTER-18B9D | Kleine Kitan-Schrift 18B9D |
| U+18B9E (101278) | 𘮞              | KHITAN SMALL SCRIPT CHARACTER-18B9E | Kleine Kitan-Schrift 18B9E |
| U+18B9F (101279) | 𘮟              | KHITAN SMALL SCRIPT CHARACTER-18B9F | Kleine Kitan-Schrift 18B9F |
| U+18BA0 (101280) | 𘮠              | KHITAN SMALL SCRIPT CHARACTER-18BA0 | Kleine Kitan-Schrift 18BA0 |
| U+18BA1 (101281) | 𘮡              | KHITAN SMALL SCRIPT CHARACTER-18BA1 | Kleine Kitan-Schrift 18BA1 |
| U+18BA2 (101282) | 𘮢              | KHITAN SMALL SCRIPT CHARACTER-18BA2 | Kleine Kitan-Schrift 18BA2 |
| U+18BA3 (101283) | 𘮣              | KHITAN SMALL SCRIPT CHARACTER-18BA3 | Kleine Kitan-Schrift 18BA3 |
| U+18BA4 (101284) | 𘮤              | KHITAN SMALL SCRIPT CHARACTER-18BA4 | Kleine Kitan-Schrift 18BA4 |
| U+18BA5 (101285) | 𘮥              | KHITAN SMALL SCRIPT CHARACTER-18BA5 | Kleine Kitan-Schrift 18BA5 |
| U+18BA6 (101286) | 𘮦              | KHITAN SMALL SCRIPT CHARACTER-18BA6 | Kleine Kitan-Schrift 18BA6 |
| U+18BA7 (101287) | 𘮧              | KHITAN SMALL SCRIPT CHARACTER-18BA7 | Kleine Kitan-Schrift 18BA7 |
| U+18BA8 (101288) | 𘮨              | KHITAN SMALL SCRIPT CHARACTER-18BA8 | Kleine Kitan-Schrift 18BA8 |
| U+18BA9 (101289) | 𘮩              | KHITAN SMALL SCRIPT CHARACTER-18BA9 | Kleine Kitan-Schrift 18BA9 |
| U+18BAA (101290) | 𘮪              | KHITAN SMALL SCRIPT CHARACTER-18BAA | Kleine Kitan-Schrift 18BAA |
| U+18BAB (101291) | 𘮫              | KHITAN SMALL SCRIPT CHARACTER-18BAB | Kleine Kitan-Schrift 18BAB |
| U+18BAC (101292) | 𘮬              | KHITAN SMALL SCRIPT CHARACTER-18BAC | Kleine Kitan-Schrift 18BAC |
| U+18BAD (101293) | 𘮭              | KHITAN SMALL SCRIPT CHARACTER-18BAD | Kleine Kitan-Schrift 18BAD |
| U+18BAE (101294) | 𘮮              | KHITAN SMALL SCRIPT CHARACTER-18BAE | Kleine Kitan-Schrift 18BAE |
| U+18BAF (101295) | 𘮯              | KHITAN SMALL SCRIPT CHARACTER-18BAF | Kleine Kitan-Schrift 18BAF |
| U+18BB0 (101296) | 𘮰              | KHITAN SMALL SCRIPT CHARACTER-18BB0 | Kleine Kitan-Schrift 18BB0 |
| U+18BB1 (101297) | 𘮱              | KHITAN SMALL SCRIPT CHARACTER-18BB1 | Kleine Kitan-Schrift 18BB1 |
| U+18BB2 (101298) | 𘮲              | KHITAN SMALL SCRIPT CHARACTER-18BB2 | Kleine Kitan-Schrift 18BB2 |
| U+18BB3 (101299) | 𘮳              | KHITAN SMALL SCRIPT CHARACTER-18BB3 | Kleine Kitan-Schrift 18BB3 |
| U+18BB4 (101300) | 𘮴              | KHITAN SMALL SCRIPT CHARACTER-18BB4 | Kleine Kitan-Schrift 18BB4 |
| U+18BB5 (101301) | 𘮵              | KHITAN SMALL SCRIPT CHARACTER-18BB5 | Kleine Kitan-Schrift 18BB5 |
| U+18BB6 (101302) | 𘮶              | KHITAN SMALL SCRIPT CHARACTER-18BB6 | Kleine Kitan-Schrift 18BB6 |
| U+18BB7 (101303) | 𘮷              | KHITAN SMALL SCRIPT CHARACTER-18BB7 | Kleine Kitan-Schrift 18BB7 |
| U+18BB8 (101304) | 𘮸              | KHITAN SMALL SCRIPT CHARACTER-18BB8 | Kleine Kitan-Schrift 18BB8 |
| U+18BB9 (101305) | 𘮹              | KHITAN SMALL SCRIPT CHARACTER-18BB9 | Kleine Kitan-Schrift 18BB9 |
| U+18BBA (101306) | 𘮺              | KHITAN SMALL SCRIPT CHARACTER-18BBA | Kleine Kitan-Schrift 18BBA |
| U+18BBB (101307) | 𘮻              | KHITAN SMALL SCRIPT CHARACTER-18BBB | Kleine Kitan-Schrift 18BBB |
| U+18BBC (101308) | 𘮼              | KHITAN SMALL SCRIPT CHARACTER-18BBC | Kleine Kitan-Schrift 18BBC |
| U+18BBD (101309) | 𘮽              | KHITAN SMALL SCRIPT CHARACTER-18BBD | Kleine Kitan-Schrift 18BBD |
| U+18BBE (101310) | 𘮾              | KHITAN SMALL SCRIPT CHARACTER-18BBE | Kleine Kitan-Schrift 18BBE |
| U+18BBF (101311) | 𘮿              | KHITAN SMALL SCRIPT CHARACTER-18BBF | Kleine Kitan-Schrift 18BBF |
| U+18BC0 (101312) | 𘯀              | KHITAN SMALL SCRIPT CHARACTER-18BC0 | Kleine Kitan-Schrift 18BC0 |
| U+18BC1 (101313) | 𘯁              | KHITAN SMALL SCRIPT CHARACTER-18BC1 | Kleine Kitan-Schrift 18BC1 |
| U+18BC2 (101314) | 𘯂              | KHITAN SMALL SCRIPT CHARACTER-18BC2 | Kleine Kitan-Schrift 18BC2 |
| U+18BC3 (101315) | 𘯃              | KHITAN SMALL SCRIPT CHARACTER-18BC3 | Kleine Kitan-Schrift 18BC3 |
| U+18BC4 (101316) | 𘯄              | KHITAN SMALL SCRIPT CHARACTER-18BC4 | Kleine Kitan-Schrift 18BC4 |
| U+18BC5 (101317) | 𘯅              | KHITAN SMALL SCRIPT CHARACTER-18BC5 | Kleine Kitan-Schrift 18BC5 |
| U+18BC6 (101318) | 𘯆              | KHITAN SMALL SCRIPT CHARACTER-18BC6 | Kleine Kitan-Schrift 18BC6 |
| U+18BC7 (101319) | 𘯇              | KHITAN SMALL SCRIPT CHARACTER-18BC7 | Kleine Kitan-Schrift 18BC7 |
| U+18BC8 (101320) | 𘯈              | KHITAN SMALL SCRIPT CHARACTER-18BC8 | Kleine Kitan-Schrift 18BC8 |
| U+18BC9 (101321) | 𘯉              | KHITAN SMALL SCRIPT CHARACTER-18BC9 | Kleine Kitan-Schrift 18BC9 |
| U+18BCA (101322) | 𘯊              | KHITAN SMALL SCRIPT CHARACTER-18BCA | Kleine Kitan-Schrift 18BCA |
| U+18BCB (101323) | 𘯋              | KHITAN SMALL SCRIPT CHARACTER-18BCB | Kleine Kitan-Schrift 18BCB |
| U+18BCC (101324) | 𘯌              | KHITAN SMALL SCRIPT CHARACTER-18BCC | Kleine Kitan-Schrift 18BCC |
| U+18BCD (101325) | 𘯍              | KHITAN SMALL SCRIPT CHARACTER-18BCD | Kleine Kitan-Schrift 18BCD |
| U+18BCE (101326) | 𘯎              | KHITAN SMALL SCRIPT CHARACTER-18BCE | Kleine Kitan-Schrift 18BCE |
| U+18BCF (101327) | 𘯏              | KHITAN SMALL SCRIPT CHARACTER-18BCF | Kleine Kitan-Schrift 18BCF |
| U+18BD0 (101328) | 𘯐              | KHITAN SMALL SCRIPT CHARACTER-18BD0 | Kleine Kitan-Schrift 18BD0 |
| U+18BD1 (101329) | 𘯑              | KHITAN SMALL SCRIPT CHARACTER-18BD1 | Kleine Kitan-Schrift 18BD1 |
| U+18BD2 (101330) | 𘯒              | KHITAN SMALL SCRIPT CHARACTER-18BD2 | Kleine Kitan-Schrift 18BD2 |
| U+18BD3 (101331) | 𘯓              | KHITAN SMALL SCRIPT CHARACTER-18BD3 | Kleine Kitan-Schrift 18BD3 |
| U+18BD4 (101332) | 𘯔              | KHITAN SMALL SCRIPT CHARACTER-18BD4 | Kleine Kitan-Schrift 18BD4 |
| U+18BD5 (101333) | 𘯕              | KHITAN SMALL SCRIPT CHARACTER-18BD5 | Kleine Kitan-Schrift 18BD5 |
| U+18BD6 (101334) | 𘯖              | KHITAN SMALL SCRIPT CHARACTER-18BD6 | Kleine Kitan-Schrift 18BD6 |
| U+18BD7 (101335) | 𘯗              | KHITAN SMALL SCRIPT CHARACTER-18BD7 | Kleine Kitan-Schrift 18BD7 |
| U+18BD8 (101336) | 𘯘              | KHITAN SMALL SCRIPT CHARACTER-18BD8 | Kleine Kitan-Schrift 18BD8 |
| U+18BD9 (101337) | 𘯙              | KHITAN SMALL SCRIPT CHARACTER-18BD9 | Kleine Kitan-Schrift 18BD9 |
| U+18BDA (101338) | 𘯚              | KHITAN SMALL SCRIPT CHARACTER-18BDA | Kleine Kitan-Schrift 18BDA |
| U+18BDB (101339) | 𘯛              | KHITAN SMALL SCRIPT CHARACTER-18BDB | Kleine Kitan-Schrift 18BDB |
| U+18BDC (101340) | 𘯜              | KHITAN SMALL SCRIPT CHARACTER-18BDC | Kleine Kitan-Schrift 18BDC |
| U+18BDD (101341) | 𘯝              | KHITAN SMALL SCRIPT CHARACTER-18BDD | Kleine Kitan-Schrift 18BDD |
| U+18BDE (101342) | 𘯞              | KHITAN SMALL SCRIPT CHARACTER-18BDE | Kleine Kitan-Schrift 18BDE |
| U+18BDF (101343) | 𘯟              | KHITAN SMALL SCRIPT CHARACTER-18BDF | Kleine Kitan-Schrift 18BDF |
| U+18BE0 (101344) | 𘯠              | KHITAN SMALL SCRIPT CHARACTER-18BE0 | Kleine Kitan-Schrift 18BE0 |
| U+18BE1 (101345) | 𘯡              | KHITAN SMALL SCRIPT CHARACTER-18BE1 | Kleine Kitan-Schrift 18BE1 |
| U+18BE2 (101346) | 𘯢              | KHITAN SMALL SCRIPT CHARACTER-18BE2 | Kleine Kitan-Schrift 18BE2 |
| U+18BE3 (101347) | 𘯣              | KHITAN SMALL SCRIPT CHARACTER-18BE3 | Kleine Kitan-Schrift 18BE3 |
| U+18BE4 (101348) | 𘯤              | KHITAN SMALL SCRIPT CHARACTER-18BE4 | Kleine Kitan-Schrift 18BE4 |
| U+18BE5 (101349) | 𘯥              | KHITAN SMALL SCRIPT CHARACTER-18BE5 | Kleine Kitan-Schrift 18BE5 |
| U+18BE6 (101350) | 𘯦              | KHITAN SMALL SCRIPT CHARACTER-18BE6 | Kleine Kitan-Schrift 18BE6 |
| U+18BE7 (101351) | 𘯧              | KHITAN SMALL SCRIPT CHARACTER-18BE7 | Kleine Kitan-Schrift 18BE7 |
| U+18BE8 (101352) | 𘯨              | KHITAN SMALL SCRIPT CHARACTER-18BE8 | Kleine Kitan-Schrift 18BE8 |
| U+18BE9 (101353) | 𘯩              | KHITAN SMALL SCRIPT CHARACTER-18BE9 | Kleine Kitan-Schrift 18BE9 |
| U+18BEA (101354) | 𘯪              | KHITAN SMALL SCRIPT CHARACTER-18BEA | Kleine Kitan-Schrift 18BEA |
| U+18BEB (101355) | 𘯫              | KHITAN SMALL SCRIPT CHARACTER-18BEB | Kleine Kitan-Schrift 18BEB |
| U+18BEC (101356) | 𘯬              | KHITAN SMALL SCRIPT CHARACTER-18BEC | Kleine Kitan-Schrift 18BEC |
| U+18BED (101357) | 𘯭              | KHITAN SMALL SCRIPT CHARACTER-18BED | Kleine Kitan-Schrift 18BED |
| U+18BEE (101358) | 𘯮              | KHITAN SMALL SCRIPT CHARACTER-18BEE | Kleine Kitan-Schrift 18BEE |
| U+18BEF (101359) | 𘯯              | KHITAN SMALL SCRIPT CHARACTER-18BEF | Kleine Kitan-Schrift 18BEF |
| U+18BF0 (101360) | 𘯰              | KHITAN SMALL SCRIPT CHARACTER-18BF0 | Kleine Kitan-Schrift 18BF0 |
| U+18BF1 (101361) | 𘯱              | KHITAN SMALL SCRIPT CHARACTER-18BF1 | Kleine Kitan-Schrift 18BF1 |
| U+18BF2 (101362) | 𘯲              | KHITAN SMALL SCRIPT CHARACTER-18BF2 | Kleine Kitan-Schrift 18BF2 |
| U+18BF3 (101363) | 𘯳              | KHITAN SMALL SCRIPT CHARACTER-18BF3 | Kleine Kitan-Schrift 18BF3 |
| U+18BF4 (101364) | 𘯴              | KHITAN SMALL SCRIPT CHARACTER-18BF4 | Kleine Kitan-Schrift 18BF4 |
| U+18BF5 (101365) | 𘯵              | KHITAN SMALL SCRIPT CHARACTER-18BF5 | Kleine Kitan-Schrift 18BF5 |
| U+18BF6 (101366) | 𘯶              | KHITAN SMALL SCRIPT CHARACTER-18BF6 | Kleine Kitan-Schrift 18BF6 |
| U+18BF7 (101367) | 𘯷              | KHITAN SMALL SCRIPT CHARACTER-18BF7 | Kleine Kitan-Schrift 18BF7 |
| U+18BF8 (101368) | 𘯸              | KHITAN SMALL SCRIPT CHARACTER-18BF8 | Kleine Kitan-Schrift 18BF8 |
| U+18BF9 (101369) | 𘯹              | KHITAN SMALL SCRIPT CHARACTER-18BF9 | Kleine Kitan-Schrift 18BF9 |
| U+18BFA (101370) | 𘯺              | KHITAN SMALL SCRIPT CHARACTER-18BFA | Kleine Kitan-Schrift 18BFA |
| U+18BFB (101371) | 𘯻              | KHITAN SMALL SCRIPT CHARACTER-18BFB | Kleine Kitan-Schrift 18BFB |
| U+18BFC (101372) | 𘯼              | KHITAN SMALL SCRIPT CHARACTER-18BFC | Kleine Kitan-Schrift 18BFC |
| U+18BFD (101373) | 𘯽              | KHITAN SMALL SCRIPT CHARACTER-18BFD | Kleine Kitan-Schrift 18BFD |
| U+18BFE (101374) | 𘯾              | KHITAN SMALL SCRIPT CHARACTER-18BFE | Kleine Kitan-Schrift 18BFE |
| U+18BFF (101375) | 𘯿              | KHITAN SMALL SCRIPT CHARACTER-18BFF | Kleine Kitan-Schrift 18BFF |
| U+18C00 (101376) | 𘰀              | KHITAN SMALL SCRIPT CHARACTER-18C00 | Kleine Kitan-Schrift 18C00 |
| U+18C01 (101377) | 𘰁              | KHITAN SMALL SCRIPT CHARACTER-18C01 | Kleine Kitan-Schrift 18C01 |
| U+18C02 (101378) | 𘰂              | KHITAN SMALL SCRIPT CHARACTER-18C02 | Kleine Kitan-Schrift 18C02 |
| U+18C03 (101379) | 𘰃              | KHITAN SMALL SCRIPT CHARACTER-18C03 | Kleine Kitan-Schrift 18C03 |
| U+18C04 (101380) | 𘰄              | KHITAN SMALL SCRIPT CHARACTER-18C04 | Kleine Kitan-Schrift 18C04 |
| U+18C05 (101381) | 𘰅              | KHITAN SMALL SCRIPT CHARACTER-18C05 | Kleine Kitan-Schrift 18C05 |
| U+18C06 (101382) | 𘰆              | KHITAN SMALL SCRIPT CHARACTER-18C06 | Kleine Kitan-Schrift 18C06 |
| U+18C07 (101383) | 𘰇              | KHITAN SMALL SCRIPT CHARACTER-18C07 | Kleine Kitan-Schrift 18C07 |
| U+18C08 (101384) | 𘰈              | KHITAN SMALL SCRIPT CHARACTER-18C08 | Kleine Kitan-Schrift 18C08 |
| U+18C09 (101385) | 𘰉              | KHITAN SMALL SCRIPT CHARACTER-18C09 | Kleine Kitan-Schrift 18C09 |
| U+18C0A (101386) | 𘰊              | KHITAN SMALL SCRIPT CHARACTER-18C0A | Kleine Kitan-Schrift 18C0A |
| U+18C0B (101387) | 𘰋              | KHITAN SMALL SCRIPT CHARACTER-18C0B | Kleine Kitan-Schrift 18C0B |
| U+18C0C (101388) | 𘰌              | KHITAN SMALL SCRIPT CHARACTER-18C0C | Kleine Kitan-Schrift 18C0C |
| U+18C0D (101389) | 𘰍              | KHITAN SMALL SCRIPT CHARACTER-18C0D | Kleine Kitan-Schrift 18C0D |
| U+18C0E (101390) | 𘰎              | KHITAN SMALL SCRIPT CHARACTER-18C0E | Kleine Kitan-Schrift 18C0E |
| U+18C0F (101391) | 𘰏              | KHITAN SMALL SCRIPT CHARACTER-18C0F | Kleine Kitan-Schrift 18C0F |
| U+18C10 (101392) | 𘰐              | KHITAN SMALL SCRIPT CHARACTER-18C10 | Kleine Kitan-Schrift 18C10 |
| U+18C11 (101393) | 𘰑              | KHITAN SMALL SCRIPT CHARACTER-18C11 | Kleine Kitan-Schrift 18C11 |
| U+18C12 (101394) | 𘰒              | KHITAN SMALL SCRIPT CHARACTER-18C12 | Kleine Kitan-Schrift 18C12 |
| U+18C13 (101395) | 𘰓              | KHITAN SMALL SCRIPT CHARACTER-18C13 | Kleine Kitan-Schrift 18C13 |
| U+18C14 (101396) | 𘰔              | KHITAN SMALL SCRIPT CHARACTER-18C14 | Kleine Kitan-Schrift 18C14 |
| U+18C15 (101397) | 𘰕              | KHITAN SMALL SCRIPT CHARACTER-18C15 | Kleine Kitan-Schrift 18C15 |
| U+18C16 (101398) | 𘰖              | KHITAN SMALL SCRIPT CHARACTER-18C16 | Kleine Kitan-Schrift 18C16 |
| U+18C17 (101399) | 𘰗              | KHITAN SMALL SCRIPT CHARACTER-18C17 | Kleine Kitan-Schrift 18C17 |
| U+18C18 (101400) | 𘰘              | KHITAN SMALL SCRIPT CHARACTER-18C18 | Kleine Kitan-Schrift 18C18 |
| U+18C19 (101401) | 𘰙              | KHITAN SMALL SCRIPT CHARACTER-18C19 | Kleine Kitan-Schrift 18C19 |
| U+18C1A (101402) | 𘰚              | KHITAN SMALL SCRIPT CHARACTER-18C1A | Kleine Kitan-Schrift 18C1A |
| U+18C1B (101403) | 𘰛              | KHITAN SMALL SCRIPT CHARACTER-18C1B | Kleine Kitan-Schrift 18C1B |
| U+18C1C (101404) | 𘰜              | KHITAN SMALL SCRIPT CHARACTER-18C1C | Kleine Kitan-Schrift 18C1C |
| U+18C1D (101405) | 𘰝              | KHITAN SMALL SCRIPT CHARACTER-18C1D | Kleine Kitan-Schrift 18C1D |
| U+18C1E (101406) | 𘰞              | KHITAN SMALL SCRIPT CHARACTER-18C1E | Kleine Kitan-Schrift 18C1E |
| U+18C1F (101407) | 𘰟              | KHITAN SMALL SCRIPT CHARACTER-18C1F | Kleine Kitan-Schrift 18C1F |
| U+18C20 (101408) | 𘰠              | KHITAN SMALL SCRIPT CHARACTER-18C20 | Kleine Kitan-Schrift 18C20 |
| U+18C21 (101409) | 𘰡              | KHITAN SMALL SCRIPT CHARACTER-18C21 | Kleine Kitan-Schrift 18C21 |
| U+18C22 (101410) | 𘰢              | KHITAN SMALL SCRIPT CHARACTER-18C22 | Kleine Kitan-Schrift 18C22 |
| U+18C23 (101411) | 𘰣              | KHITAN SMALL SCRIPT CHARACTER-18C23 | Kleine Kitan-Schrift 18C23 |
| U+18C24 (101412) | 𘰤              | KHITAN SMALL SCRIPT CHARACTER-18C24 | Kleine Kitan-Schrift 18C24 |
| U+18C25 (101413) | 𘰥              | KHITAN SMALL SCRIPT CHARACTER-18C25 | Kleine Kitan-Schrift 18C25 |
| U+18C26 (101414) | 𘰦              | KHITAN SMALL SCRIPT CHARACTER-18C26 | Kleine Kitan-Schrift 18C26 |
| U+18C27 (101415) | 𘰧              | KHITAN SMALL SCRIPT CHARACTER-18C27 | Kleine Kitan-Schrift 18C27 |
| U+18C28 (101416) | 𘰨              | KHITAN SMALL SCRIPT CHARACTER-18C28 | Kleine Kitan-Schrift 18C28 |
| U+18C29 (101417) | 𘰩              | KHITAN SMALL SCRIPT CHARACTER-18C29 | Kleine Kitan-Schrift 18C29 |
| U+18C2A (101418) | 𘰪              | KHITAN SMALL SCRIPT CHARACTER-18C2A | Kleine Kitan-Schrift 18C2A |
| U+18C2B (101419) | 𘰫              | KHITAN SMALL SCRIPT CHARACTER-18C2B | Kleine Kitan-Schrift 18C2B |
| U+18C2C (101420) | 𘰬              | KHITAN SMALL SCRIPT CHARACTER-18C2C | Kleine Kitan-Schrift 18C2C |
| U+18C2D (101421) | 𘰭              | KHITAN SMALL SCRIPT CHARACTER-18C2D | Kleine Kitan-Schrift 18C2D |
| U+18C2E (101422) | 𘰮              | KHITAN SMALL SCRIPT CHARACTER-18C2E | Kleine Kitan-Schrift 18C2E |
| U+18C2F (101423) | 𘰯              | KHITAN SMALL SCRIPT CHARACTER-18C2F | Kleine Kitan-Schrift 18C2F |
| U+18C30 (101424) | 𘰰              | KHITAN SMALL SCRIPT CHARACTER-18C30 | Kleine Kitan-Schrift 18C30 |
| U+18C31 (101425) | 𘰱              | KHITAN SMALL SCRIPT CHARACTER-18C31 | Kleine Kitan-Schrift 18C31 |
| U+18C32 (101426) | 𘰲              | KHITAN SMALL SCRIPT CHARACTER-18C32 | Kleine Kitan-Schrift 18C32 |
| U+18C33 (101427) | 𘰳              | KHITAN SMALL SCRIPT CHARACTER-18C33 | Kleine Kitan-Schrift 18C33 |
| U+18C34 (101428) | 𘰴              | KHITAN SMALL SCRIPT CHARACTER-18C34 | Kleine Kitan-Schrift 18C34 |
| U+18C35 (101429) | 𘰵              | KHITAN SMALL SCRIPT CHARACTER-18C35 | Kleine Kitan-Schrift 18C35 |
| U+18C36 (101430) | 𘰶              | KHITAN SMALL SCRIPT CHARACTER-18C36 | Kleine Kitan-Schrift 18C36 |
| U+18C37 (101431) | 𘰷              | KHITAN SMALL SCRIPT CHARACTER-18C37 | Kleine Kitan-Schrift 18C37 |
| U+18C38 (101432) | 𘰸              | KHITAN SMALL SCRIPT CHARACTER-18C38 | Kleine Kitan-Schrift 18C38 |
| U+18C39 (101433) | 𘰹              | KHITAN SMALL SCRIPT CHARACTER-18C39 | Kleine Kitan-Schrift 18C39 |
| U+18C3A (101434) | 𘰺              | KHITAN SMALL SCRIPT CHARACTER-18C3A | Kleine Kitan-Schrift 18C3A |
| U+18C3B (101435) | 𘰻              | KHITAN SMALL SCRIPT CHARACTER-18C3B | Kleine Kitan-Schrift 18C3B |
| U+18C3C (101436) | 𘰼              | KHITAN SMALL SCRIPT CHARACTER-18C3C | Kleine Kitan-Schrift 18C3C |
| U+18C3D (101437) | 𘰽              | KHITAN SMALL SCRIPT CHARACTER-18C3D | Kleine Kitan-Schrift 18C3D |
| U+18C3E (101438) | 𘰾              | KHITAN SMALL SCRIPT CHARACTER-18C3E | Kleine Kitan-Schrift 18C3E |
| U+18C3F (101439) | 𘰿              | KHITAN SMALL SCRIPT CHARACTER-18C3F | Kleine Kitan-Schrift 18C3F |
| U+18C40 (101440) | 𘱀              | KHITAN SMALL SCRIPT CHARACTER-18C40 | Kleine Kitan-Schrift 18C40 |
| U+18C41 (101441) | 𘱁              | KHITAN SMALL SCRIPT CHARACTER-18C41 | Kleine Kitan-Schrift 18C41 |
| U+18C42 (101442) | 𘱂              | KHITAN SMALL SCRIPT CHARACTER-18C42 | Kleine Kitan-Schrift 18C42 |
| U+18C43 (101443) | 𘱃              | KHITAN SMALL SCRIPT CHARACTER-18C43 | Kleine Kitan-Schrift 18C43 |
| U+18C44 (101444) | 𘱄              | KHITAN SMALL SCRIPT CHARACTER-18C44 | Kleine Kitan-Schrift 18C44 |
| U+18C45 (101445) | 𘱅              | KHITAN SMALL SCRIPT CHARACTER-18C45 | Kleine Kitan-Schrift 18C45 |
| U+18C46 (101446) | 𘱆              | KHITAN SMALL SCRIPT CHARACTER-18C46 | Kleine Kitan-Schrift 18C46 |
| U+18C47 (101447) | 𘱇              | KHITAN SMALL SCRIPT CHARACTER-18C47 | Kleine Kitan-Schrift 18C47 |
| U+18C48 (101448) | 𘱈              | KHITAN SMALL SCRIPT CHARACTER-18C48 | Kleine Kitan-Schrift 18C48 |
| U+18C49 (101449) | 𘱉              | KHITAN SMALL SCRIPT CHARACTER-18C49 | Kleine Kitan-Schrift 18C49 |
| U+18C4A (101450) | 𘱊              | KHITAN SMALL SCRIPT CHARACTER-18C4A | Kleine Kitan-Schrift 18C4A |
| U+18C4B (101451) | 𘱋              | KHITAN SMALL SCRIPT CHARACTER-18C4B | Kleine Kitan-Schrift 18C4B |
| U+18C4C (101452) | 𘱌              | KHITAN SMALL SCRIPT CHARACTER-18C4C | Kleine Kitan-Schrift 18C4C |
| U+18C4D (101453) | 𘱍              | KHITAN SMALL SCRIPT CHARACTER-18C4D | Kleine Kitan-Schrift 18C4D |
| U+18C4E (101454) | 𘱎              | KHITAN SMALL SCRIPT CHARACTER-18C4E | Kleine Kitan-Schrift 18C4E |
| U+18C4F (101455) | 𘱏              | KHITAN SMALL SCRIPT CHARACTER-18C4F | Kleine Kitan-Schrift 18C4F |
| U+18C50 (101456) | 𘱐              | KHITAN SMALL SCRIPT CHARACTER-18C50 | Kleine Kitan-Schrift 18C50 |
| U+18C51 (101457) | 𘱑              | KHITAN SMALL SCRIPT CHARACTER-18C51 | Kleine Kitan-Schrift 18C51 |
| U+18C52 (101458) | 𘱒              | KHITAN SMALL SCRIPT CHARACTER-18C52 | Kleine Kitan-Schrift 18C52 |
| U+18C53 (101459) | 𘱓              | KHITAN SMALL SCRIPT CHARACTER-18C53 | Kleine Kitan-Schrift 18C53 |
| U+18C54 (101460) | 𘱔              | KHITAN SMALL SCRIPT CHARACTER-18C54 | Kleine Kitan-Schrift 18C54 |
| U+18C55 (101461) | 𘱕              | KHITAN SMALL SCRIPT CHARACTER-18C55 | Kleine Kitan-Schrift 18C55 |
| U+18C56 (101462) | 𘱖              | KHITAN SMALL SCRIPT CHARACTER-18C56 | Kleine Kitan-Schrift 18C56 |
| U+18C57 (101463) | 𘱗              | KHITAN SMALL SCRIPT CHARACTER-18C57 | Kleine Kitan-Schrift 18C57 |
| U+18C58 (101464) | 𘱘              | KHITAN SMALL SCRIPT CHARACTER-18C58 | Kleine Kitan-Schrift 18C58 |
| U+18C59 (101465) | 𘱙              | KHITAN SMALL SCRIPT CHARACTER-18C59 | Kleine Kitan-Schrift 18C59 |
| U+18C5A (101466) | 𘱚              | KHITAN SMALL SCRIPT CHARACTER-18C5A | Kleine Kitan-Schrift 18C5A |
| U+18C5B (101467) | 𘱛              | KHITAN SMALL SCRIPT CHARACTER-18C5B | Kleine Kitan-Schrift 18C5B |
| U+18C5C (101468) | 𘱜              | KHITAN SMALL SCRIPT CHARACTER-18C5C | Kleine Kitan-Schrift 18C5C |
| U+18C5D (101469) | 𘱝              | KHITAN SMALL SCRIPT CHARACTER-18C5D | Kleine Kitan-Schrift 18C5D |
| U+18C5E (101470) | 𘱞              | KHITAN SMALL SCRIPT CHARACTER-18C5E | Kleine Kitan-Schrift 18C5E |
| U+18C5F (101471) | 𘱟              | KHITAN SMALL SCRIPT CHARACTER-18C5F | Kleine Kitan-Schrift 18C5F |
| U+18C60 (101472) | 𘱠              | KHITAN SMALL SCRIPT CHARACTER-18C60 | Kleine Kitan-Schrift 18C60 |
| U+18C61 (101473) | 𘱡              | KHITAN SMALL SCRIPT CHARACTER-18C61 | Kleine Kitan-Schrift 18C61 |
| U+18C62 (101474) | 𘱢              | KHITAN SMALL SCRIPT CHARACTER-18C62 | Kleine Kitan-Schrift 18C62 |
| U+18C63 (101475) | 𘱣              | KHITAN SMALL SCRIPT CHARACTER-18C63 | Kleine Kitan-Schrift 18C63 |
| U+18C64 (101476) | 𘱤              | KHITAN SMALL SCRIPT CHARACTER-18C64 | Kleine Kitan-Schrift 18C64 |
| U+18C65 (101477) | 𘱥              | KHITAN SMALL SCRIPT CHARACTER-18C65 | Kleine Kitan-Schrift 18C65 |
| U+18C66 (101478) | 𘱦              | KHITAN SMALL SCRIPT CHARACTER-18C66 | Kleine Kitan-Schrift 18C66 |
| U+18C67 (101479) | 𘱧              | KHITAN SMALL SCRIPT CHARACTER-18C67 | Kleine Kitan-Schrift 18C67 |
| U+18C68 (101480) | 𘱨              | KHITAN SMALL SCRIPT CHARACTER-18C68 | Kleine Kitan-Schrift 18C68 |
| U+18C69 (101481) | 𘱩              | KHITAN SMALL SCRIPT CHARACTER-18C69 | Kleine Kitan-Schrift 18C69 |
| U+18C6A (101482) | 𘱪              | KHITAN SMALL SCRIPT CHARACTER-18C6A | Kleine Kitan-Schrift 18C6A |
| U+18C6B (101483) | 𘱫              | KHITAN SMALL SCRIPT CHARACTER-18C6B | Kleine Kitan-Schrift 18C6B |
| U+18C6C (101484) | 𘱬              | KHITAN SMALL SCRIPT CHARACTER-18C6C | Kleine Kitan-Schrift 18C6C |
| U+18C6D (101485) | 𘱭              | KHITAN SMALL SCRIPT CHARACTER-18C6D | Kleine Kitan-Schrift 18C6D |
| U+18C6E (101486) | 𘱮              | KHITAN SMALL SCRIPT CHARACTER-18C6E | Kleine Kitan-Schrift 18C6E |
| U+18C6F (101487) | 𘱯              | KHITAN SMALL SCRIPT CHARACTER-18C6F | Kleine Kitan-Schrift 18C6F |
| U+18C70 (101488) | 𘱰              | KHITAN SMALL SCRIPT CHARACTER-18C70 | Kleine Kitan-Schrift 18C70 |
| U+18C71 (101489) | 𘱱              | KHITAN SMALL SCRIPT CHARACTER-18C71 | Kleine Kitan-Schrift 18C71 |
| U+18C72 (101490) | 𘱲              | KHITAN SMALL SCRIPT CHARACTER-18C72 | Kleine Kitan-Schrift 18C72 |
| U+18C73 (101491) | 𘱳              | KHITAN SMALL SCRIPT CHARACTER-18C73 | Kleine Kitan-Schrift 18C73 |
| U+18C74 (101492) | 𘱴              | KHITAN SMALL SCRIPT CHARACTER-18C74 | Kleine Kitan-Schrift 18C74 |
| U+18C75 (101493) | 𘱵              | KHITAN SMALL SCRIPT CHARACTER-18C75 | Kleine Kitan-Schrift 18C75 |
| U+18C76 (101494) | 𘱶              | KHITAN SMALL SCRIPT CHARACTER-18C76 | Kleine Kitan-Schrift 18C76 |
| U+18C77 (101495) | 𘱷              | KHITAN SMALL SCRIPT CHARACTER-18C77 | Kleine Kitan-Schrift 18C77 |
| U+18C78 (101496) | 𘱸              | KHITAN SMALL SCRIPT CHARACTER-18C78 | Kleine Kitan-Schrift 18C78 |
| U+18C79 (101497) | 𘱹              | KHITAN SMALL SCRIPT CHARACTER-18C79 | Kleine Kitan-Schrift 18C79 |
| U+18C7A (101498) | 𘱺              | KHITAN SMALL SCRIPT CHARACTER-18C7A | Kleine Kitan-Schrift 18C7A |
| U+18C7B (101499) | 𘱻              | KHITAN SMALL SCRIPT CHARACTER-18C7B | Kleine Kitan-Schrift 18C7B |
| U+18C7C (101500) | 𘱼              | KHITAN SMALL SCRIPT CHARACTER-18C7C | Kleine Kitan-Schrift 18C7C |
| U+18C7D (101501) | 𘱽              | KHITAN SMALL SCRIPT CHARACTER-18C7D | Kleine Kitan-Schrift 18C7D |
| U+18C7E (101502) | 𘱾              | KHITAN SMALL SCRIPT CHARACTER-18C7E | Kleine Kitan-Schrift 18C7E |
| U+18C7F (101503) | 𘱿              | KHITAN SMALL SCRIPT CHARACTER-18C7F | Kleine Kitan-Schrift 18C7F |
| U+18C80 (101504) | 𘲀              | KHITAN SMALL SCRIPT CHARACTER-18C80 | Kleine Kitan-Schrift 18C80 |
| U+18C81 (101505) | 𘲁              | KHITAN SMALL SCRIPT CHARACTER-18C81 | Kleine Kitan-Schrift 18C81 |
| U+18C82 (101506) | 𘲂              | KHITAN SMALL SCRIPT CHARACTER-18C82 | Kleine Kitan-Schrift 18C82 |
| U+18C83 (101507) | 𘲃              | KHITAN SMALL SCRIPT CHARACTER-18C83 | Kleine Kitan-Schrift 18C83 |
| U+18C84 (101508) | 𘲄              | KHITAN SMALL SCRIPT CHARACTER-18C84 | Kleine Kitan-Schrift 18C84 |
| U+18C85 (101509) | 𘲅              | KHITAN SMALL SCRIPT CHARACTER-18C85 | Kleine Kitan-Schrift 18C85 |
| U+18C86 (101510) | 𘲆              | KHITAN SMALL SCRIPT CHARACTER-18C86 | Kleine Kitan-Schrift 18C86 |
| U+18C87 (101511) | 𘲇              | KHITAN SMALL SCRIPT CHARACTER-18C87 | Kleine Kitan-Schrift 18C87 |
| U+18C88 (101512) | 𘲈              | KHITAN SMALL SCRIPT CHARACTER-18C88 | Kleine Kitan-Schrift 18C88 |
| U+18C89 (101513) | 𘲉              | KHITAN SMALL SCRIPT CHARACTER-18C89 | Kleine Kitan-Schrift 18C89 |
| U+18C8A (101514) | 𘲊              | KHITAN SMALL SCRIPT CHARACTER-18C8A | Kleine Kitan-Schrift 18C8A |
| U+18C8B (101515) | 𘲋              | KHITAN SMALL SCRIPT CHARACTER-18C8B | Kleine Kitan-Schrift 18C8B |
| U+18C8C (101516) | 𘲌              | KHITAN SMALL SCRIPT CHARACTER-18C8C | Kleine Kitan-Schrift 18C8C |
| U+18C8D (101517) | 𘲍              | KHITAN SMALL SCRIPT CHARACTER-18C8D | Kleine Kitan-Schrift 18C8D |
| U+18C8E (101518) | 𘲎              | KHITAN SMALL SCRIPT CHARACTER-18C8E | Kleine Kitan-Schrift 18C8E |
| U+18C8F (101519) | 𘲏              | KHITAN SMALL SCRIPT CHARACTER-18C8F | Kleine Kitan-Schrift 18C8F |
| U+18C90 (101520) | 𘲐              | KHITAN SMALL SCRIPT CHARACTER-18C90 | Kleine Kitan-Schrift 18C90 |
| U+18C91 (101521) | 𘲑              | KHITAN SMALL SCRIPT CHARACTER-18C91 | Kleine Kitan-Schrift 18C91 |
| U+18C92 (101522) | 𘲒              | KHITAN SMALL SCRIPT CHARACTER-18C92 | Kleine Kitan-Schrift 18C92 |
| U+18C93 (101523) | 𘲓              | KHITAN SMALL SCRIPT CHARACTER-18C93 | Kleine Kitan-Schrift 18C93 |
| U+18C94 (101524) | 𘲔              | KHITAN SMALL SCRIPT CHARACTER-18C94 | Kleine Kitan-Schrift 18C94 |
| U+18C95 (101525) | 𘲕              | KHITAN SMALL SCRIPT CHARACTER-18C95 | Kleine Kitan-Schrift 18C95 |
| U+18C96 (101526) | 𘲖              | KHITAN SMALL SCRIPT CHARACTER-18C96 | Kleine Kitan-Schrift 18C96 |
| U+18C97 (101527) | 𘲗              | KHITAN SMALL SCRIPT CHARACTER-18C97 | Kleine Kitan-Schrift 18C97 |
| U+18C98 (101528) | 𘲘              | KHITAN SMALL SCRIPT CHARACTER-18C98 | Kleine Kitan-Schrift 18C98 |
| U+18C99 (101529) | 𘲙              | KHITAN SMALL SCRIPT CHARACTER-18C99 | Kleine Kitan-Schrift 18C99 |
| U+18C9A (101530) | 𘲚              | KHITAN SMALL SCRIPT CHARACTER-18C9A | Kleine Kitan-Schrift 18C9A |
| U+18C9B (101531) | 𘲛              | KHITAN SMALL SCRIPT CHARACTER-18C9B | Kleine Kitan-Schrift 18C9B |
| U+18C9C (101532) | 𘲜              | KHITAN SMALL SCRIPT CHARACTER-18C9C | Kleine Kitan-Schrift 18C9C |
| U+18C9D (101533) | 𘲝              | KHITAN SMALL SCRIPT CHARACTER-18C9D | Kleine Kitan-Schrift 18C9D |
| U+18C9E (101534) | 𘲞              | KHITAN SMALL SCRIPT CHARACTER-18C9E | Kleine Kitan-Schrift 18C9E |
| U+18C9F (101535) | 𘲟              | KHITAN SMALL SCRIPT CHARACTER-18C9F | Kleine Kitan-Schrift 18C9F |
| U+18CA0 (101536) | 𘲠              | KHITAN SMALL SCRIPT CHARACTER-18CA0 | Kleine Kitan-Schrift 18CA0 |
| U+18CA1 (101537) | 𘲡              | KHITAN SMALL SCRIPT CHARACTER-18CA1 | Kleine Kitan-Schrift 18CA1 |
| U+18CA2 (101538) | 𘲢              | KHITAN SMALL SCRIPT CHARACTER-18CA2 | Kleine Kitan-Schrift 18CA2 |
| U+18CA3 (101539) | 𘲣              | KHITAN SMALL SCRIPT CHARACTER-18CA3 | Kleine Kitan-Schrift 18CA3 |
| U+18CA4 (101540) | 𘲤              | KHITAN SMALL SCRIPT CHARACTER-18CA4 | Kleine Kitan-Schrift 18CA4 |
| U+18CA5 (101541) | 𘲥              | KHITAN SMALL SCRIPT CHARACTER-18CA5 | Kleine Kitan-Schrift 18CA5 |
| U+18CA6 (101542) | 𘲦              | KHITAN SMALL SCRIPT CHARACTER-18CA6 | Kleine Kitan-Schrift 18CA6 |
| U+18CA7 (101543) | 𘲧              | KHITAN SMALL SCRIPT CHARACTER-18CA7 | Kleine Kitan-Schrift 18CA7 |
| U+18CA8 (101544) | 𘲨              | KHITAN SMALL SCRIPT CHARACTER-18CA8 | Kleine Kitan-Schrift 18CA8 |
| U+18CA9 (101545) | 𘲩              | KHITAN SMALL SCRIPT CHARACTER-18CA9 | Kleine Kitan-Schrift 18CA9 |
| U+18CAA (101546) | 𘲪              | KHITAN SMALL SCRIPT CHARACTER-18CAA | Kleine Kitan-Schrift 18CAA |
| U+18CAB (101547) | 𘲫              | KHITAN SMALL SCRIPT CHARACTER-18CAB | Kleine Kitan-Schrift 18CAB |
| U+18CAC (101548) | 𘲬              | KHITAN SMALL SCRIPT CHARACTER-18CAC | Kleine Kitan-Schrift 18CAC |
| U+18CAD (101549) | 𘲭              | KHITAN SMALL SCRIPT CHARACTER-18CAD | Kleine Kitan-Schrift 18CAD |
| U+18CAE (101550) | 𘲮              | KHITAN SMALL SCRIPT CHARACTER-18CAE | Kleine Kitan-Schrift 18CAE |
| U+18CAF (101551) | 𘲯              | KHITAN SMALL SCRIPT CHARACTER-18CAF | Kleine Kitan-Schrift 18CAF |
| U+18CB0 (101552) | 𘲰              | KHITAN SMALL SCRIPT CHARACTER-18CB0 | Kleine Kitan-Schrift 18CB0 |
| U+18CB1 (101553) | 𘲱              | KHITAN SMALL SCRIPT CHARACTER-18CB1 | Kleine Kitan-Schrift 18CB1 |
| U+18CB2 (101554) | 𘲲              | KHITAN SMALL SCRIPT CHARACTER-18CB2 | Kleine Kitan-Schrift 18CB2 |
| U+18CB3 (101555) | 𘲳              | KHITAN SMALL SCRIPT CHARACTER-18CB3 | Kleine Kitan-Schrift 18CB3 |
| U+18CB4 (101556) | 𘲴              | KHITAN SMALL SCRIPT CHARACTER-18CB4 | Kleine Kitan-Schrift 18CB4 |
| U+18CB5 (101557) | 𘲵              | KHITAN SMALL SCRIPT CHARACTER-18CB5 | Kleine Kitan-Schrift 18CB5 |
| U+18CB6 (101558) | 𘲶              | KHITAN SMALL SCRIPT CHARACTER-18CB6 | Kleine Kitan-Schrift 18CB6 |
| U+18CB7 (101559) | 𘲷              | KHITAN SMALL SCRIPT CHARACTER-18CB7 | Kleine Kitan-Schrift 18CB7 |
| U+18CB8 (101560) | 𘲸              | KHITAN SMALL SCRIPT CHARACTER-18CB8 | Kleine Kitan-Schrift 18CB8 |
| U+18CB9 (101561) | 𘲹              | KHITAN SMALL SCRIPT CHARACTER-18CB9 | Kleine Kitan-Schrift 18CB9 |
| U+18CBA (101562) | 𘲺              | KHITAN SMALL SCRIPT CHARACTER-18CBA | Kleine Kitan-Schrift 18CBA |
| U+18CBB (101563) | 𘲻              | KHITAN SMALL SCRIPT CHARACTER-18CBB | Kleine Kitan-Schrift 18CBB |
| U+18CBC (101564) | 𘲼              | KHITAN SMALL SCRIPT CHARACTER-18CBC | Kleine Kitan-Schrift 18CBC |
| U+18CBD (101565) | 𘲽              | KHITAN SMALL SCRIPT CHARACTER-18CBD | Kleine Kitan-Schrift 18CBD |
| U+18CBE (101566) | 𘲾              | KHITAN SMALL SCRIPT CHARACTER-18CBE | Kleine Kitan-Schrift 18CBE |
| U+18CBF (101567) | 𘲿              | KHITAN SMALL SCRIPT CHARACTER-18CBF | Kleine Kitan-Schrift 18CBF |
| U+18CC0 (101568) | 𘳀              | KHITAN SMALL SCRIPT CHARACTER-18CC0 | Kleine Kitan-Schrift 18CC0 |
| U+18CC1 (101569) | 𘳁              | KHITAN SMALL SCRIPT CHARACTER-18CC1 | Kleine Kitan-Schrift 18CC1 |
| U+18CC2 (101570) | 𘳂              | KHITAN SMALL SCRIPT CHARACTER-18CC2 | Kleine Kitan-Schrift 18CC2 |
| U+18CC3 (101571) | 𘳃              | KHITAN SMALL SCRIPT CHARACTER-18CC3 | Kleine Kitan-Schrift 18CC3 |
| U+18CC4 (101572) | 𘳄              | KHITAN SMALL SCRIPT CHARACTER-18CC4 | Kleine Kitan-Schrift 18CC4 |
| U+18CC5 (101573) | 𘳅              | KHITAN SMALL SCRIPT CHARACTER-18CC5 | Kleine Kitan-Schrift 18CC5 |
| U+18CC6 (101574) | 𘳆              | KHITAN SMALL SCRIPT CHARACTER-18CC6 | Kleine Kitan-Schrift 18CC6 |
| U+18CC7 (101575) | 𘳇              | KHITAN SMALL SCRIPT CHARACTER-18CC7 | Kleine Kitan-Schrift 18CC7 |
| U+18CC8 (101576) | 𘳈              | KHITAN SMALL SCRIPT CHARACTER-18CC8 | Kleine Kitan-Schrift 18CC8 |
| U+18CC9 (101577) | 𘳉              | KHITAN SMALL SCRIPT CHARACTER-18CC9 | Kleine Kitan-Schrift 18CC9 |
| U+18CCA (101578) | 𘳊              | KHITAN SMALL SCRIPT CHARACTER-18CCA | Kleine Kitan-Schrift 18CCA |
| U+18CCB (101579) | 𘳋              | KHITAN SMALL SCRIPT CHARACTER-18CCB | Kleine Kitan-Schrift 18CCB |
| U+18CCC (101580) | 𘳌              | KHITAN SMALL SCRIPT CHARACTER-18CCC | Kleine Kitan-Schrift 18CCC |
| U+18CCD (101581) | 𘳍              | KHITAN SMALL SCRIPT CHARACTER-18CCD | Kleine Kitan-Schrift 18CCD |
| U+18CCE (101582) | 𘳎              | KHITAN SMALL SCRIPT CHARACTER-18CCE | Kleine Kitan-Schrift 18CCE |
| U+18CCF (101583) | 𘳏              | KHITAN SMALL SCRIPT CHARACTER-18CCF | Kleine Kitan-Schrift 18CCF |
| U+18CD0 (101584) | 𘳐              | KHITAN SMALL SCRIPT CHARACTER-18CD0 | Kleine Kitan-Schrift 18CD0 |
| U+18CD1 (101585) | 𘳑              | KHITAN SMALL SCRIPT CHARACTER-18CD1 | Kleine Kitan-Schrift 18CD1 |
| U+18CD2 (101586) | 𘳒              | KHITAN SMALL SCRIPT CHARACTER-18CD2 | Kleine Kitan-Schrift 18CD2 |
| U+18CD3 (101587) | 𘳓              | KHITAN SMALL SCRIPT CHARACTER-18CD3 | Kleine Kitan-Schrift 18CD3 |
| U+18CD4 (101588) | 𘳔              | KHITAN SMALL SCRIPT CHARACTER-18CD4 | Kleine Kitan-Schrift 18CD4 |
| U+18CD5 (101589) | 𘳕              | KHITAN SMALL SCRIPT CHARACTER-18CD5 | Kleine Kitan-Schrift 18CD5 |